# Северная Ижмукса
Северная Ижмукса — река в России, протекает по Медвежьегорскому району Карелии.
Пересекает шоссе Медвежьегорск — Пудож — Вологда между посёлком Новая Габсельга и деревней Габсельга. Впадает в Оровгубу Онежского озера. Длина реки составляет 10 км.
Правый приток — Гремяченский.

## Данные водного реестра
По данным государственного водного реестра России относится к Балтийскому бассейновому округу, водохозяйственный участок реки — Бассейн Онежского озера без рр. Шуя, Суна, Водла и Вытегра, речной подбассейн реки — Свирь (включая реки бассейна Онежского озера). Относится к речному бассейну реки Нева (включая бассейны рек Онежского и Ладожского озера).
Код объекта в государственном водном реестре — 01040100612102000015792.